# ブルグント王国

ブルグント王国
仏: Royaume de Bourgogne
独: Königreich Burgund

ブルグント王国の481年頃の版図（黄緑）

1. 

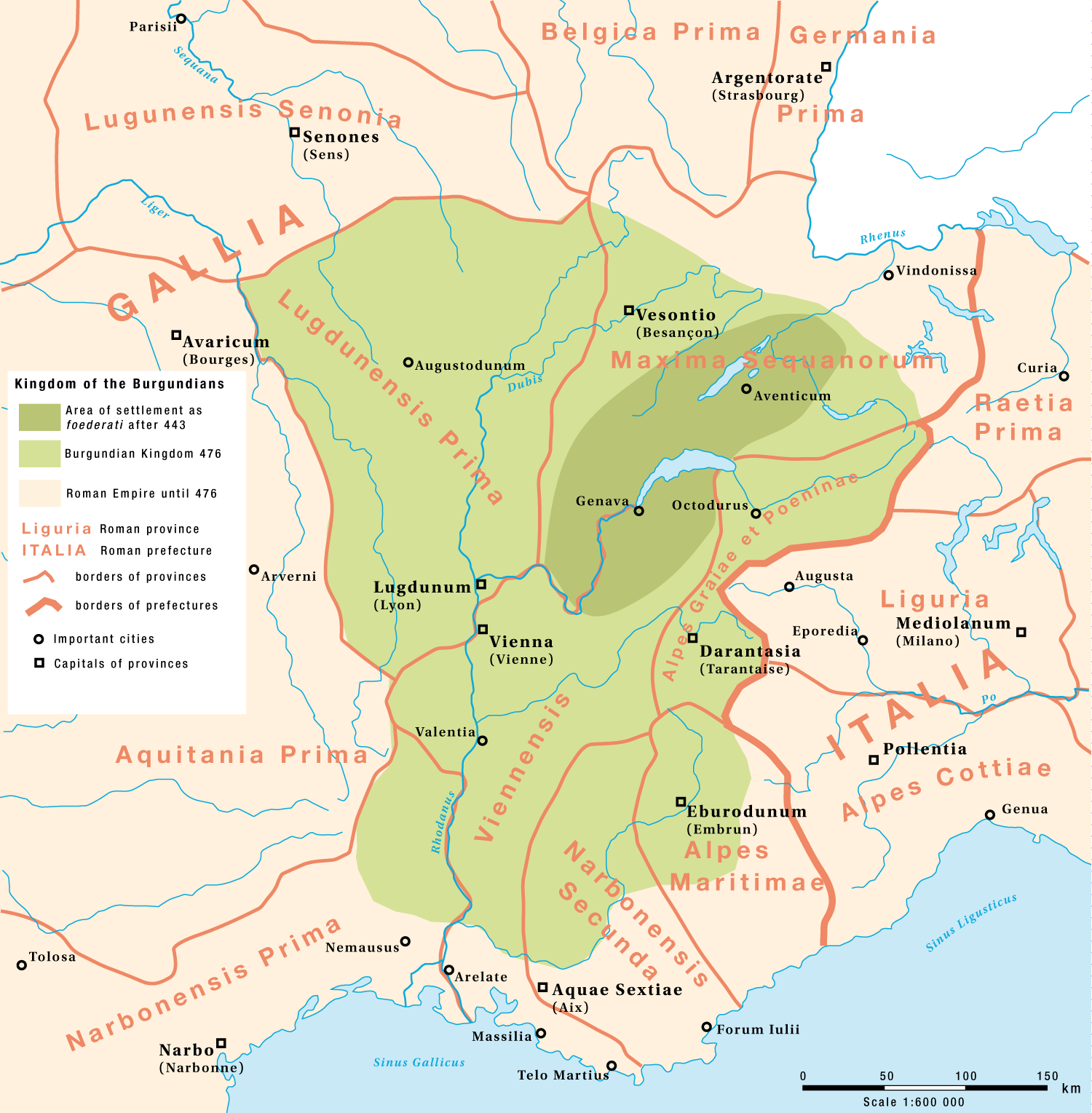
ブルグント族が443年にサヴォイに定住した後の、ブルグント族の"第一の王国"

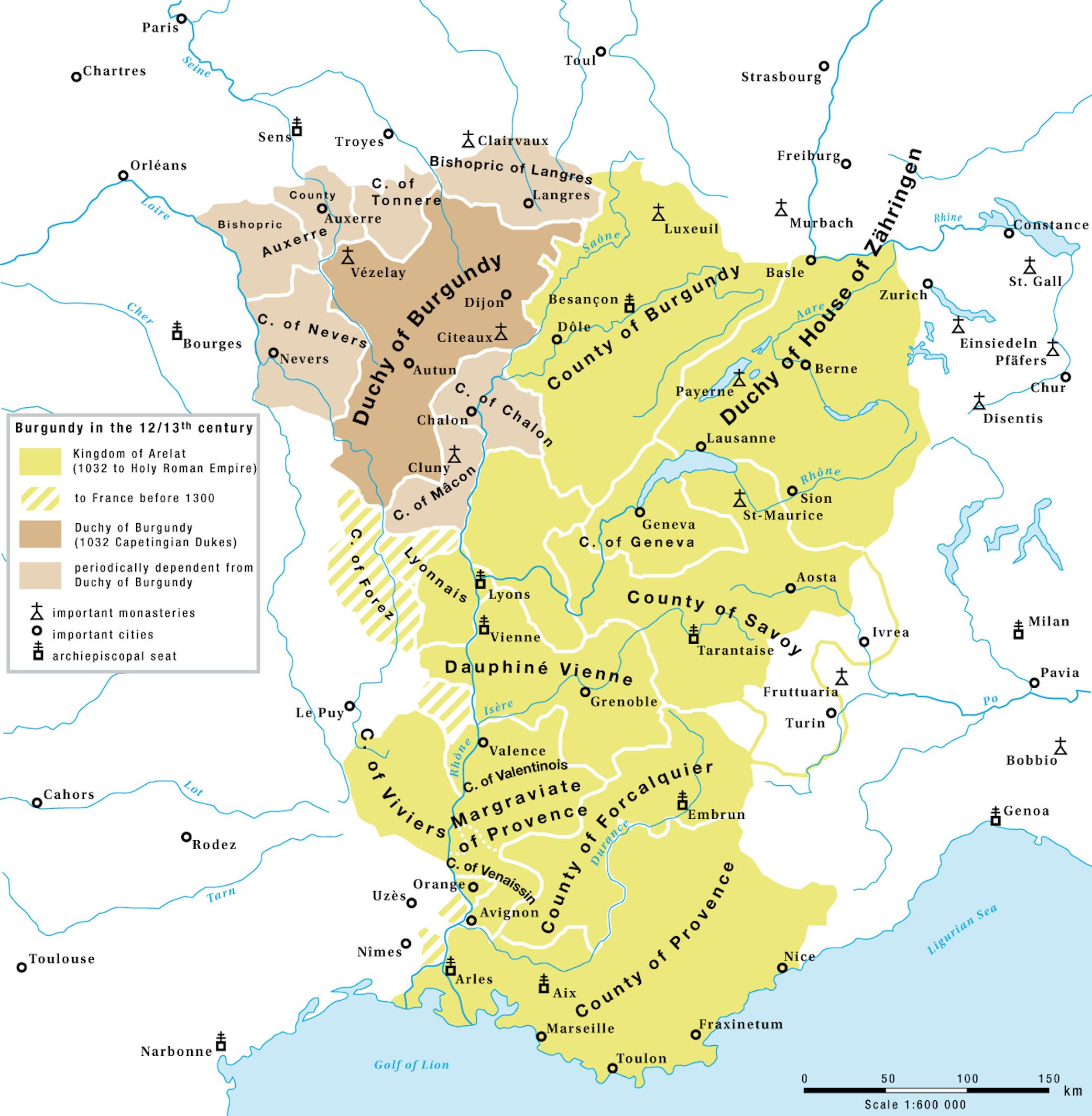
アルル王国を通称とするブルグント"第二の王国"（緑色）。12～13世紀。

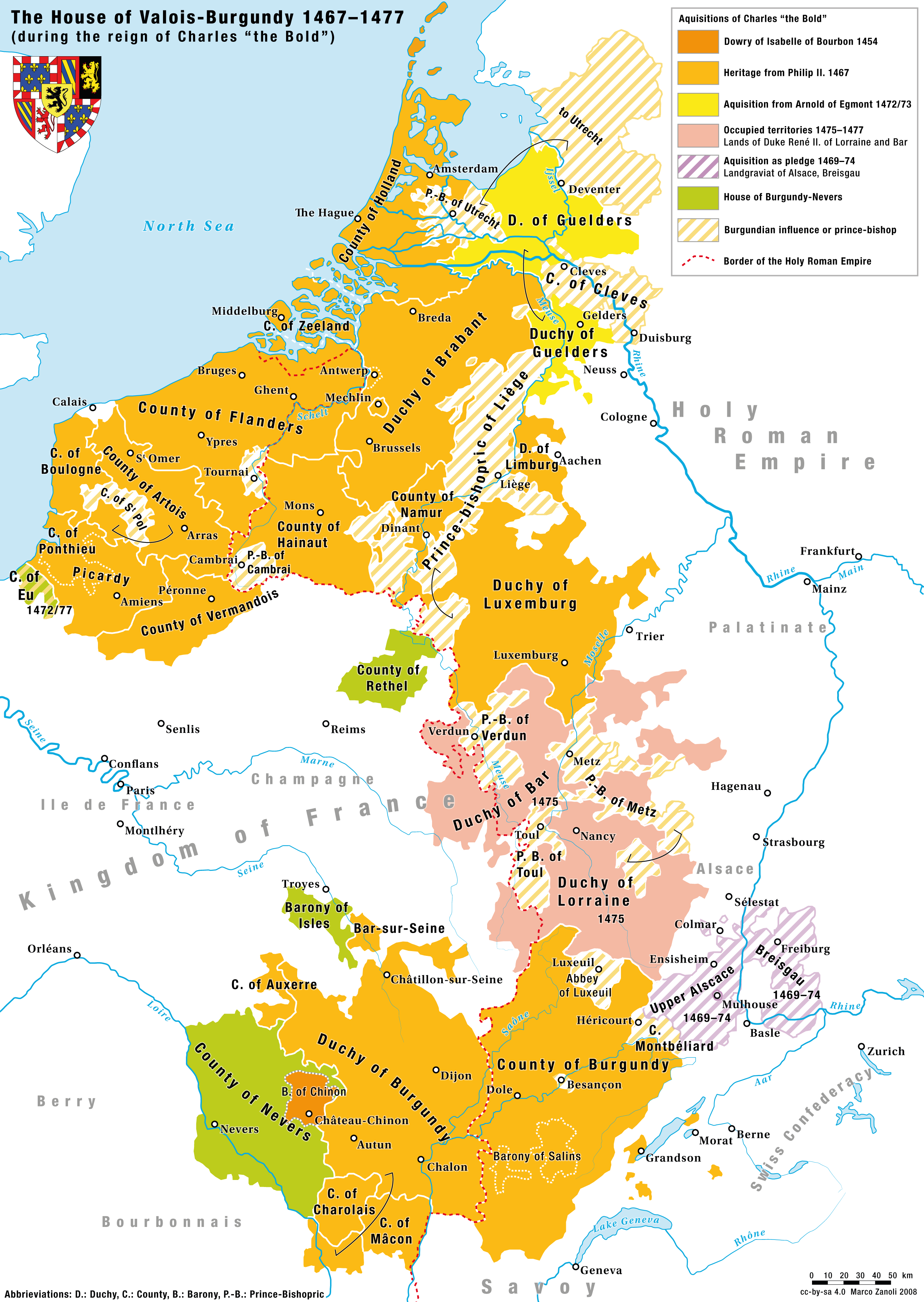
"第三のブルグント王国"とも呼ばれるブルゴーニュ公国。1465年–1477年。

ブルグント王国（ブルグントおうこく）は、ローヌ川流域を領土として存在した王国。現在のフランス、スイスにまたがっており、ブルゴーニュ＝フランシュ＝コンテ地域圏、オーヴェルニュ＝ローヌ＝アルプ地域圏、及びスイスのフランス語圏とおおよそ一致する。9世紀末からは プロヴァンス＝アルプ＝コート・ダジュールも領域に含んだ。

## 名称
「ブルグント」はフランス語では「ブルゴーニュ」であり、ブルグント王国が滅亡した後も、ブルグント王国があった地はブルゴーニュと呼ばれ続けた。ブルゴーニュ公やブルゴーニュ伯、ポルトガル王国のボルゴーニャ朝やカスティーリャ王国のボルゴーニャ朝はブルグント王国とは別のものであるが、地名としてのブルゴーニュに由来している。

## 歴史

### ブルグント王国
411年、ブルグント族の王グンダハールはローマ帝国のガリアに侵入した。ブルグント族は西ローマ皇帝ホノリウスに休戦協定の一部としてローヌ川流域の土地を与えられ、フォエデラティ（foederati、ローマ帝国の同盟者）の地位を得た。しかしブルグント王国はフォエデラティであるにも構わず、ローマ帝国領のガリア・ベルギカ北部地域を襲撃した。反撃を受けたブルグント王国はローマ帝国の将軍アエティウス（Aëtius）が呼び入れたフン族の傭兵によって437年に一旦滅ぼされた。443年、ブルグント族は西ローマ皇帝により再びフォエデラティの地位を与えられた。451年、ブルグント族はカタラウヌムの戦い（別名：タルーニャ平原の戦い）でローマ帝国と共にフン族と闘った。また西ローマ皇帝グリケリウスを擁立するなどしてローマ帝国の政治に介入した。ローマ帝国との繋がりを深めていったブルグント王国であったが五世紀末に西ローマ皇帝位は廃絶した。ガリア北部に残っていたローマ帝国領ソワソン管区も486年にはメロヴィング朝フランク王国に滅ぼされ、534年にブルグント王国もまた北から攻めてきたフランク王国によって滅ぼされた。

### ブルグンディア分王国
ブルグント王国の滅亡後、ブルグントはブルグンディア分王国としてフランク王テウデベルト1世、キルデベルト1世、クロタール1世に分割された。558年、ブルグンディアを含む全フランクをクロタール1世が統一した。クロタール1世の死後にフランク王国は再び分裂し、次男のグントラムがブルグンディア王となった。グントラムには継嗣がいなかったため、甥でありアウストラシア（現在のベルギーからドイツ中部にかけての地域）の王でもあるキルデベルト2世を後継者とした。キルデベルト2世の母であるブルンヒルドの摂政下でキルデベルト2世、テウデリク2世、シギベルト2世の3代にわたってブルグンディアとアウストラシアは共に相続された。しかし613年にブルンヒルドとシギベルト2世はネウストリア王クロタール2世の攻撃を受けて殺された。これによってブルグンディアを含む全フランクはクロタール2世によって再統一された。以後、ブルグンディア分王国はネウストリア分王国（フランス北部）と共にフランク王の嫡流に継承された。ブルグンディア分王国とネウストリア分王国が合併することは無く、別々の行政区分とされた。
751年、ピピン3世がカロリング朝を開いた。768年にピピンが死去すると、フランクの相続法に従い王国は二人の息子に分割された。ブルグンディア、プロヴァンス、ラングドックを手に入れたのは弟のカールマンだった。771年にカールマンが死去すると兄のカールがフランク全域の王となった。カールはフランク王国の領土を広げ、800年にはローマ教皇によってローマ皇帝として戴冠された。843年、フォントノワの戦いを経たヴェルダン条約によってフランク王国はカール大帝の三人の孫に分割された。ブルグンディアの大部分は長男ロタール1世の皇帝領に属した。だが、ソーヌ川北側のブルグント北西部は末弟シャルル2世の西フランク王国領となった。855年にロタール1世が死去すると、皇帝領は長男ロドヴィコ2世のイタリア王国、次男ロタール2世のロタリンギア王国、末弟シャルルのプロヴァンス王国に3分された。ブルグンディアはアルプス山脈を境として北部はロタリンギア王国、南部はプロヴァンス王国に属した。こうしてブルグント（ブルグンディア）は三分され、それぞれの道を歩むことになった。

### キスユラブルグント王国（プロヴァンス王国）
シャルルのプロヴァンス王家は863年に一代で断絶した。兄のローマ皇帝ロドヴィコ2世がプロヴァンス王を兼ねたが、869年のメルセン条約によってプロヴァンス王位は西フランク王国のシャルル2世が得た。879年、プロヴァンスの統治を任されていたボソが反乱を起こして独立を宣言し、プロヴァンス王国が復活した。ボソはキスユラブルグント（下ブルグント）も勢力範囲としていたため、ボソのプロヴァンス王国は別名をキスユラブルグント王国（下ブルグント王国）と言い、首都はブルグント領内のヴィエンヌであった。882年にボソは弟のリシャール正義公が率いる西フランク軍に破れてプロヴァンス王国は再び西フランク王国に統合された。888年に西フランク王国がローマ皇帝カール3世に相続され、ブルグント含む全フランクが統一された。しかしカール3世が死去するとフランク王国は五分され、ボソの息子でカール3世の養子ともなっていたルイ3世がキスユラブルグント王国（プロヴァンス王国）を復活させた。900年にプロヴァンス王ルイ3世はイタリアに進出した。イタリア王を兼ねてローマ皇帝にもなったルイ3世だったが905年に対立イタリア王のベレンガーリオ1世に目を潰されてプロヴァンスに追い返された。失意のルイ3世は911年にアルルへ遷都した。アルルへ遷都した後のキスユラブルグント王国はアルル王国とも呼ばれる。ルイ3世の失脚後にキスユラブルグント王国の実権を握ったプロヴァンス公ユーグは、ユーラブルグント（上ブルグント）王国のルドルフ2世とイタリアを巡って争った。933年、ユーグはルドルフ2世にイタリアを諦めさせる代わりにキスユラブルグント王国を譲り渡した。両ブルグント王国は合併し、プロヴァンス王位は廃止された。

### ユーラブルグント王国
ヴェルダン条約締結後、ブルグント王位はユーラブルグント（上ブルグント）を領有したロタール2世のロタリンギア王位に含まれていた。ロタール2世が継嗣無く没すると、ロタリンギアはメルセン条約によって東西に2分された。ロタリンギア王位と共にブルグント王位は空位となり、プロヴァンス王ボソがブルグント王を自称した。880年のリブモント条約で全ロタリンギアが東フランクに属し、東フランク王ルートヴィヒ3世がブルグント王位を含むロタリンギア王位を得た。ルートヴィヒ3世は882年に死去し、弟の西ローマ皇帝カール3世が遺領を相続した。カール3世が死ぬとユーラブルグントの貴族及び聖職者達はボソの娘婿であるルドルフ1世を（ユーラ）ブルグント王に推戴した。一方でロタリンギア王位は東フランク王アルヌルフが継ぎ、ユーラブルグントより北が東フランク王国の一部としてのロタリンギア王国となった。ルドルフ1世はロタリンギアを再統一しようとしたが、アルヌルフの抵抗で失敗に終わった。922年、ルドルフ1世の子であるブルグント王ルドルフ2世はイタリアに進出してイタリア王を兼ねた。しかし926年にはプロヴァンス公ユーグにイタリアを追われた。933年、ルドルフ2世はイタリアにおけるすべての権利を放棄する代わりにキスユラブルグント王国を併合した。

### アルル王国
933年にユーラブルグント王国がキスユラブルグント王国（アルル王国）を併合した。このときにアルルに遷都したため、南北合併後のブルグント王国をアルル王国とも呼ぶ。またブルグント族による「第一の王国」と区別して「第二のブルグント王国」とも呼ぶ。1032年にアルル王家が断絶するとアルル王位（ブルグント王位）はローマ皇帝コンラート2世が継承し、ブルグントはドイツ、イタリアと共に帝国の一部となった。アルル王国は王家断絶前から王権が弱くローマ皇帝の支配権もあまり及ばなかった。このため諸侯は徐々に自立して王国は形骸化し、ローマ皇帝を王とする意識も薄くなった。1126年にブルグント伯（フランシュ＝コンテ）の家系からはカスティーリャ王国のブルゴーニュ朝が出た。13世紀ごろから各諸侯領は相続や売却によってフランス王領へ組み込まれていった。1378年、神聖ローマ帝国の皇帝カール4世はフランスのアルル王国における支配権を正式に認めて実質的に割譲した。この時点をもって古代末期から形を変えて存続してきたブルグント王国は消滅した。ただし神聖ローマ帝国はフランスに支配権を譲っただけで王位まで譲ってはおらず、1806年に神聖ローマ帝国が崩壊するまでローマ王及びローマ皇帝の称号は「アルル王」でもあることを意味した。

### ブルゴーニュ公国
843年のヴェルダン条約でシャルル2世の西フランク王国（フランス）が得たブルグント北西部は「ブルグント王国」を正式名称としたが、公が派遣され統治したためブルゴーニュ公領と呼ばれた。2015年までのブルゴーニュ地域圏とほぼ一致する。11世紀末のブルゴーニュ公ウード1世の弟アンリはレコンキスタに参加し、子のアフォンソはポルトガル王国を建国してブルゴーニュ王朝を開いた。フランス王国内に含まれながらも独立性が高い地域であり、14世紀から15世紀のヴァロワ家時代にはブルゴーニュ公領の他、神聖ローマ帝国の領域内を含むブルグント伯領、アルザス、ロレーヌ、ネーデルラント（現在のベルギー・オランダ・ルクセンブルク）にまたがった支配地を持ちブルゴーニュ公「国」（État）と呼ばれるほどの大勢力となった。これをブルグント族の王国、アルル王国に次ぐ「第三のブルグント王国」と呼ぶこともある。マース川、モーゼル川の間にある全領域、すなわちかつてのロタリンギアを手に入れることを目的としたが、1477年にシャルル突進公が戦死すると崩壊した。ブルゴーニュ公領はフランス王領に編入され、その他神聖ローマ帝国側の領域はローマ皇帝のハプスブルク家が相続した。